# Eugen Patriche
Eugen Patriche (n. 12 februarie 1944, București) a fost un scenarist român.

## Activitate profesională
Eugen Patriche  scenarist român.Nascut la Bucuresti 12 fenruarie 1944
1990-1996 Scenarist pentru emisiunile TVR Abracadabra [produse de Ruxandra Ion] și Arlechino- filme și seriale pentru copii:Cenușăreasa, Prinț și cerșetor.etc cu Marian Râlea la Abracadabra, ,Mașina Timpului,Yeti omul zăpezilor,Făt Frumos cu moț în frunte,Robin Hood jr.Ali Baba,Hainele Impăratului,Tarzan al doilea etc cu Sandu Mihai Gruia,regia Radu Popovici,la Arlechino.Aventurile lui Ex-regia Bogdan Ghițulescu.
1997- Gâsca de aur,film și Privighetoarea fermecată, film, producător Cristina Popovici – regizor Radu Popoviciu Armand Calotă.
1997-Visul unei nopți de toamnă – Premiul Mediafest 1997/Abracadabra Pro Tv/
1998-2000 Scenarist la Super Abracadabra – Pro Tv /259 emisiuni/ printre care seriile Dosarele Abra,Bebel cel urâțel,Povești cu vrăjitoare,Răzbunarea lui Peter Pan,Cui îi e frică de întuneric?,Poveștile lui Moș Ene etc.
1999 – Abramacabra – regia Alexandru Darie, Petre Năstase
Alte scenarii pentru ProTv- 1997 Povești magice cu Marian Râlea /19 episoade/ zilnic…2000 Jocuri magice
/”Peștișorul de aur și Spaima Zmeilor” publicat de ed.Nemira 1997/
2003 – …scenarii pentru Acasă TV
2003 – 2+2 -minisitcom – (75 ep) – cu Alexandru Papadopol,Mirela Oprisor
Dădacă la 2 +1 – (75 ep)- cu Alexandru Papadopol, Cristina Cioran
2003 – Căsătorie de probă 1 – sitcom – (56 ep) cu Alexandru Papadopol,Cristina Cioran,Rodica Popescu Bitănescu,Valentin Uritescu,Livia Taloi,Pavel Bartoș
2004 – Căsătorie de probă 2 – sitcom – (42 ep.)cu Alexandru Papadopol,Cristina Cioran,Rodica Popescu Bitănescu,Daniela Nane,Ingrid Bișu,Pavel Bartoș,Vitalie Bichir regia Iura Luncașu
2004-2005 – Numai iubirea serial –(100 ep.) prima telenovelă românească, regia Iura Luncașu cu Corina Danila,Alexandru Papadopol,Oana Zavoranu,Tora Vasilescu,Iurie Darie,Sebastian Papaiani,Adela Popescu,Dan Bordeianu,Bianca Neagu,Vlad Rădescu,Ioana Ginghină,Anca Pandrea,Pavel Bartoș,invitat special Gabi Spanic producători Ruxandra Ion,Andrei Boncea
2005-2006 – Lacrimi de iubire, serial [200 ep] regia Iura Luncasu cu Adela Popescu,Dan Bordeianu,Bebe Cotimanis,Carmen Tanase,Elvira Deatcu,Nicoleta Luciu,Nicole Gheorghiu,Mihaela Barlutiu,Lucian Viziru,Sebastian Papaiani,Ilinca Goia,Cezara Dafinescu,Rodica Negrea,Gh Visu,Octavian Strunilă producător Ruxandra Ion
2006 – ‘Lacrimi de iubire’, film Media Pro Pictures producatori Ruxandra Ion,Andrei Boncea
2006 - Pacatele Evei - coautor, serial 46 ep.
2007-2009 Tylko Miloscz /versiunea poloneză a Numai iubirea/cu Bartłomiej Świderski,Urszula Grabowska etc 69 episoade Polsat
2006-2007 – Daria, iubirea mea , serial – (120 ep.), regia Alex Fotea- cu Victoria Răileanu, Adrian Ștefan, Adrian Pintea, C-tin Cotimanis, Elvira Deatcu, Alexandru Papadopol, Tora Vasilescu, Sebastian Papaiani.Producător Ruxandra Ion
2008-2009 “Îngerașii” – serial [175 ep.] cu Adela Popescu, Ioan Isaiu, Mihai Petre, Dana Rogoz, Marian Ralea, Rodica Popescu Bitanescu.Razvan Fodor Alina Grigore,Vlad Rădescu,Jenifer Dumitrașcu producător Ruxandra Ion
Ca scriitor a publicat în 2006 ”Lacrimi de iubire” la Publimedia iar în 2013 a apărut ”Necunoscuta sau Steaua fără nume, altfel” în ediție digitală, editat de Texarom și distribuit pe amazon, barnes & noble ,iTunes, elefant..... Au urmat „ Schimb de vieți! și în 2014 ”A fost odată numai iubirea” tot ca e-books. 